# Лёд и снег
Журнал «Лёд и снег» (англ. Ice and Snow) — профессиональное академическое периодическое издание в области гляциологии и криологии Земли. Издаётся в Москве Институтом географии РАН.

## История
Основан в 1961 году как «Материалы гляциологических исследований». Было издано 108 выпусков, каждый объёмом около 240 страниц и тиражом в 500 экземпляров.
Журнал «Лёд и снег», в соответствии с Постановлением Президиума РАН, с 2010 г. издаётся Российской академией наук как продолжение серии «Материалы гляциологических исследований» («Data of Glaciological Studies») (до 1983 года «Материалы гляциологических исследований. Хроника, обсуждения»), основанной в 1961 г. Секцией гляциологии Междуведомственного геофизического комитета при Президиуме АН СССР. Преемственность отражена в нумерации выпусков журнала. С 2014 г. соучредителем журнала является также Русское географическое общество. 
В 2012 году 2 специальных выпуска журнала «Лёд и снег» были изданы как «Материалы гляциологических исследований». Более 250 экземпляров МГИ (общепринятое сокращение «Материалов гляциологических исследований») рассылалось за рубеж и в библиотеки ведущих гляциологических учреждений и многих университетов. Серия «Материалы гляциологических исследований» стала весьма популярной в профессиональной среде гляциологов. Опубликованные в серии статьи включались в реферативную базу данных «Cold Regions Bibliography Project». Избранные публикации с 1978 по 1982 г. стали составной частью базы данных Elsevier, послужившей основой библиографической и реферативной базы данных Scopus (в Scopus источник представлен как «Akademiia Nauk SSSR, Institut Geografii, Materialy Gliatsiologicheskikh Issledovanii Khronika Obsuzhdeniia»).
Среди авторов журнала — сотрудники академических и прикладных институтов, многих университетов России, а также зарубежные учёные. Журнал участвует в профессиональных конференциях и симпозиумах, приглашая авторов лучших научных докладов, обсуждавшихся на этих форумах, к публикации статей на страницах журнала.

## Описание
Журнал создан для публикации новых результатов исследований криосферы Земли. В нём публикуются результаты работ по физике, механике, геофизике и геохимии снега и льда, а также географические аспекты существования снежно-ледовых явлений и их взаимосвязи с другими компонентами природной среды. Главная задача журнала заключается в обсуждении актуальных результатов исследований, выполненных на территории России, а также работ российских учёных в сотрудничестве со специалистами других стран. В своей работе редколлегия журнала взаимодействует с Гляциологической ассоциацией — профессиональным объединением специалистов-гляциологов всех республик бывшего Советского Союза, а ныне независимых государств. Журнал служит трибуной обсуждения новых открытий и результатов исследований, проливающих свет на состояние криосферы Земли и особенности эволюции снежно-ледовых процессов и явлений в условиях современного быстро изменяющегося климата.
Тематика журнала охватывает все отрасли гляциологии, включая изучение атмосферного льда, снежного покрова и снежных лавин, горных ледников и полярных ледниковых покровов, морских, речных, озёрных и подземных льдов, гляциальных селей и наледей, а также прошлых оледенений Земли. Эта тематика имеет и прикладную составляющую, охватывающую процессы обледенения, метели и снежные заносы, подвижки пульсирующих ледников, подобные известной катастрофе 2002 г. на кавказском леднике Колка.
Учредителями журнала являются Институт географии РАН и Русское географическое общество. Журнал публикуется Издательством «Наука». В состав редколлегии входят ведущие гляциологи России и других стран, существует электронная версия журнала и соответствующий сайт, налажена современная система рецензирования и переговоров с авторами через электронную почту. Журнал выходит ежеквартально. Статьи публикуются на русском языке с английским резюме (подрисуночные подписи даются также на двух языках), отдельные статьи публикуются на английском языке с расширенным резюме по-русски. Журнал включён в реестр Роспечати и в перечень ВАК рецензируемых научных изданий, в которых должны быть опубликованы основные научные результаты диссертаций на соискание учёной степени кандидата и доктора наук. Индексируется в РИНЦ, включён в Russian Science Citation Index on Web of Science™, с апреля 2017 года включён в международную реферативную базу данных Scopus. Объём каждого выпуска журнала — 144 страницы в формате A4, рисунки к некоторым статьям печатаются в цвете.
Журнал имеет свой сайт на котором в открытом доступе размещаются выпуски журнала в PDF.
Ключевые слова журнала: айсберг, атмосферный лёд, лёд, ледник, ледниковый паводок, ледниковый покров, метель, морской лёд, наледь, обледенение, озёрный лёд, палеогляциология, пульсирующий ледник, подземный лёд, речной лёд, снег, снежная лавина, снежник, снежные заносы, ледниковый сток, горное оледенение, снежный покров, снеговая граница

### Разделы журнала
Журнал имеет постоянные рубрики: ледники и ледниковые покровы; снежный покров и снежные лавины; морские, речные и озёрные льды; подземные льды и наледи; палеогляциология; прикладные проблемы; путешествия и открытия; критика и библиография; обзоры и хроника. 
В втором номере журнала за каждый год публикуется аннотированная библиография русскоязычной литературы в области гляциологии.

## Рецензирование статей
Статьи, публикуемые в журнале, проходят двойное анонимное рецензирование, при этом соблюдается конфиденциальность рецензентов. Статьи рецензируются членами редакционной коллегии, а также приглашёнными рецензентами (включая иностранных учёных) — ведущими специалистами в области гляциологии. Срок рецензирования — 2-4 недели. По итогам рассмотрения рукописи рецензент даёт рекомендации о дальнейшей судьбе статьи (каждое решение рецензента обосновывается): а) статья рекомендуется к публикации в настоящем виде; б) статья рекомендуется к публикации после исправления отмеченных рецензентом недостатков; в) статья нуждается в дополнительном рецензировании другим специалистом; г) статья не может быть опубликована в журнале.
Если в рецензии содержатся рекомендации по исправлению и доработке статьи, редакция журнала направляет автору текст рецензии с предложением учесть их при подготовке нового варианта статьи или аргументированно (частично или полностью) их опровергнуть. Доработка статьи не должна занимать более двух месяцев с момента отправки электронного сообщения авторам о необходимости внесения изменений. Доработанная автором статья повторно направляется на рецензирование.
Если у автора и рецензентов возникли неразрешимые противоречия относительно рукописи, редколлегия вправе направить рукопись на дополнительное рецензирование. В конфликтных ситуациях решение принимает главный редактор на заседании редакционной коллегии.
Решение об отказе в публикации рукописи принимается на заседании редакционной коллегии в соответствие с рекомендациями рецензентов. Статья, не рекомендованная решением редакционной коллегии к публикации, к повторному рассмотрению не принимается. Сообщение об отказе в публикации направляется автору.
Наличие положительной рецензии не является достаточным основанием для публикации статьи. Окончательное решение о публикации принимается редакционной коллегией. Все важные решения редакционная коллегия принимает коллективно, руководствуясь целостностью академического издания. В конфликтных ситуациях решение принимает главный редактор.
Редакционная коллегия оставляет за собой право принять или отклонить статью. Основные критерии отказа в публикации статей размещены в «Правилах для авторов». В случае отказа от публикации статьи редакторы основываются на объективной оценке и гарантируют отсутствие конфликта интересов. Редакторы сохраняют анонимность рецензентов. При обнаружении ошибок в уже опубликованной статье обеспечивается публикация в журнале исправлений, опровержения и/или извинения.

## Редколлегия
Состав редколлегии на 2017 год:
- Главный редактор — академик В. М. Котляков
- зам. главного редактора — канд. геогр. наук А. Ф. Глазовский
- зам. главного редактора — чл.-корр. РАН О. Н. Соломина
- отв. секретарь редколлегии — канд. геогр. наук О. В. Рототаева
- докт. геогр. наук В. Р. Алексеев (Иркутск)
- докт. Т. Вихма (Финляндия)
- канд. геогр. наук Н. А. Володичева (Москва)
- докт. геогр. наук В. Н. Голубев (Москва)
- докт. П. Я. Гройсман (США)
- докт. физ.-мат. наук С. С. Зилитинкевич (Финляндия)
- докт. геогр. наук В. Г. Коновалов (Москва)
- канд. геогр. наук В. Я. Липенков (Санкт-Петербург)
- докт. геогр. наук Ю. Я. Мачерет (Москва)
- канд. геогр. наук А. А. Медведев (Москва)
- профессор Б. Мессерли (Швейцария)
- докт. геогр. наук В. Н. Михаленко (Москва)
- докт. Ф. Наварро (Испания)
- канд. геогр. наук Н. И. Осокин (Москва)
- докт. геогр. наук В. М. Плюснин (Иркутск)
- канд. геогр. наука В. В. Попова (Москва)
- докт. Д. Райно (Франция)
- докт. физ.-мат. наук А. Н. Саламатин (Казань)
- академик НАН Республики Казахстан И. В. Северский
- чл.-корр. РАН В. А. Семенов (Москва)
- канд. геогр. наук С. А. Сократов (Москва)
- чл.-корр. РАН И. Е. Фролов (Санкт-Петербург)
- канд. геогр. наук Т. Е. Хромова (Москва)
- докт. геогр. наук К. В. Чистяков (Санкт-Петербург).